# Lorenzo Ebecilio
Lorenzo Ebecilio, född 24 september 1991 i Hoorn, är en nederländsk fotbollsspelare (mittfältare) som spelar för Jubilo Iwata. Han har även spelat för det nederländska U21-landslaget.

## Karriär
Den 27 juli 2019 värvades Ebecilio av Jubilo Iwata.